# Sergio Barbasio
Sergio Barbasio, dit La Volpe (Le Renard - tout comme Jean-Luc Thérier-, pour son sens de la stratégie en course), né à Gênes le 28 novembre 1940,  est un ancien pilote automobile de rallyes, de courses de côtes, et sur circuits italien.

## Biographie
Sa carrière en sports mécaniques s'étale de 1962 à 1974.
Il débuta comme pilote de rallye en 1966, et devient pilote officiel de la Scuderia Lancia et de l'écurie semi-privée suisse du Jolly Club en 1968.
Son meilleur résultat en WRC a été une 5e place au rallye Sanremo en 1973, sur Fiat Abarth 124 Rallye (avec Bruno Scabini).
Antérieurement en Championnat International des Marques, il a également terminé second du rallye Sanremo en 1972, et 3e en 1969 et 1971.
Il a aussi été copilote à l'occasion, avec Mario Cella (champion d'Italie en 1966) et en 1969 avec Sandro Munari au Rallye de Méditerranée (épreuve durant laquelle Stéphane Collaro -alors jeune journaliste sportif- fut le copilote de Jean-Pierre Beltoise).
De 1974 à 1976 il reste dans le giron Fiat-Lancia. Il donne des cours de pilotage à l'école de la CSAI au début des années 1980, et ensuite, alors qu'il a depuis longtemps pris sa retraite sportive, il est appelé par Ernesto Vita pour devenir Directeur sportif de l'écurie de Formule 1 Life Racing Engines, en 1990 bien que sans expérience.

## Palmarès

### Titres
- Double champion d'Italie des rallyes: 1971 et 1972, sur Lancia Fulvia 1.6 Coupé HF (copilote Piero Sodano);
  - Vice-champion d'Europe des rallyes en 1973;
  - Vice-champion d'Italie des rallyes: 1970;
  - Vice-champion d'Italie de courses de côte: 1963 et 1965.

### Victoires notables
- 84 Heures du Nürburgring: 1969, avec Harry Källström et Tony Fall sur Lancia Fulvia Coupé 1.6 HF prototype du team Lancia Squadra Corse;
- Rally del Friuli e delle Alpi Orientali: 1971 (avec  Sodano sur Lancia Fulvia HF), 1972 (idem), et 1973 (avec Luigi Macaluso, sur Fiat 124 Abarth);
- Rallye de Bulgarie: 1973, avec Luigi Macaluso sur Fiat 124 Abarth;
- Rallye 999' Minuti: 1973.

## Biographie
- I manualli dello sport, chapitre Come guidare nei rally (conseils de S.Barbasio).